# Koninklijke Volker Wessels Stevin
Koninklijke Volker Wessels Stevin (ook bekend als VolkerWessels) is de naam van de onderneming die in 1997 ontstond door de fusie tussen Koninklijke Volker Stevin  en Kondor Wessels. In 2024 was VolkerWessels gemeten naar omzet het grootste Nederlandse bouwbedrijf.

## Activiteiten
De omzet van het bouwconcern bedroeg in 2023 ruim € 6,8 miljard. In dat jaar telde het concern gemiddeld 16.205 werknemers, verspreid over verschillende vestigingen in Nederland, het Verenigd Koninkrijk, de Verenigde Staten en Canada.
In 2023 werd ongeveer 66% van de omzet in Nederland gerealiseerd, 24% in Engeland en de rest in Duitsland en Noord-Amerika.

## Aandeelhouders
In mei 2007 werd een overeenkomst bekendgemaakt waarbij CVC Capital Partners een 42,5% aandelenbelang zou nemen in het bedrijf. Door deze transactie nam het aandelenbelang van de familie Wessels in de houdstermaatschappij af van 90% tot 42,5%, en het belang van het management nam toe van 10% naar 15%. Begin oktober 2012 breidde de familie Wessels via investeringsmaatschappij Reggeborgh haar belang in het bouwbedrijf met 17,5% uit naar 60%. CVC Capital Partners, de verkoper, bleef een belang houden van 25%. De overnamesom voor dit pakket aandelen is niet bekendgemaakt. In september 2013 nam Reggeborgh het resterende pakket aandelen van CVC in VolkerWessels over, waarmee de onderneming weer volledig in handen kwam van de familie Wessels en het management.
In januari 2017 maakte Reggeborgh bekend dat het een deel van VolkerWessels weer naar de beurs zou brengen. De familie wilde het financieel risico meer spreiden. VolkerWessels had tussen de jaren 1989-2003 ook een beursnotering, maar de familie vond de koers destijds te laag en deed in 2003 een succesvol bod op alle aandelen. In april 2017 werd bekend dat een derde van de aandelen naar Euronext Amsterdam zou worden gebracht, waarbij de familie Wessels een substantieel belang in het bouwbedrijf behield. Op 12 mei 2017 was de notering een feit, waarbij de aandelen tegen een koers van € 23 naar de beurs gingen, waarmee het bedrijf een marktkapitalisatie van € 1,8 miljard kreeg. Per jaarultimo 2018 had Reggeborgh 63,9% van de aandelen in handen.
Op 29 oktober 2019 deed grootaandeelhouder Reggeborgh een bod van € 21,75 per aandeel. Het bestuur van VolkerWessels heeft het bod geaccepteerd en op 14 april 2020 verdween het aandeel van de effectenbeurs.

## Resultaten
| Jaar | Omzet (× miljard) | Nettoresultaat (× miljoen)      | Order- portefeuille (× miljard) | Mede- werkers |
| ---- | ----------------- | ------------------------------- | ------------------------------- | ------------- |
| 2004 | € 3,865           | € 62,0                          | -                               | -             |
| 2005 | € 4,157           | € 67,0                          | -                               | -             |
| 2006 | € 4,488           | € 110,2                         | -                               | -             |
| 2007 | € 4,828           | € 145,9                         | -                               | -             |
| 2008 | € 5,393           | € 141,9                         | -                               | -             |
| 2009 | € 4,419           | € 91,0                          | -                               | -             |
| 2010 | € 4,250           | € 87,0                          | -                               | -             |
| 2011 | € 4,713           | € 81,0                          | € 5,484                         | 15.996        |
| 2012 | € 4,892           | € 123,0 (IFRS)                  | € 5,462                         | 15.308        |
| 2013 | € 4,505           | € 117 (IFRS) · / € 191 (NLGAAP) | € 6,084                         | 14.993        |
| 2014 | € 5,000           | € 61 (IFRS) · € 121 (NLGAAP)    | € 5,774                         | 14.910        |
| 2015 | € 5,318           | € 113 (IFRS)                    | € 7,712                         | 15.487        |
| 2016 | € 5,490           | € 141 (IFRS)                    | € 8,157                         | 15.785        |
| 2017 | € 5,714           | € 143 (IFRS)                    | € 8,091                         | 16.179        |
| 2018 | € 5,924           | € 138 (IFRS)                    | € 8,924                         | 16.630        |
| 2019 | € 6,642           | € 138                           | -                               | -             |
| 2020 | € 6,448           | € 119                           | € 9,618                         | -             |
| 2021 | € 6,193           | € 165                           | € 9,236                         | -             |
| 2022 | € 6,699           | € 192                           | € 8,773                         | 16.521        |
| 2023 | € 6,825           | € 205                           | € 9,648                         | 16.205        |

## Werkmaatschappijen
VolkerWessels is de handelsnaam van Koninklijke Volker Wessels Stevin NV. Het concern hanteert een decentraal model. De ongeveer 120 werkmaatschappijen opereren onder de vlag van VolkerWessels (endorsement), ieder onder hun eigen naam. Enkele voorbeelden hiervan zijn:
- Bouwbedrijf Wessels
- Kroon & de Koning
- VolkerWessels Infra Competence Centre bv
- Visser & Smit Bouw bv
- KWS Infra
- Bébouw Midreth
- Boele & van Eesteren bv
- Aveco de Bondt
- Van Hattum en Blankevoort
- Vialis
- PCH Dienstengroep
- VolkerRail
- Wilchem B.V.

- VolkerWessels Materieel & Logistiek
- M.J. Oomen
- IBB Kondor
- Kondor Wessels Amsterdam
- Dubotechniek bedrijven
- De Bonth van Hulten B.V.
- Van de Ven Bouw en Ontwikkeling B.V.
- Stam + De Koning Bouw
- Koenen bouw
- Aannemersbedrijf Van der Poel
- Aannemersbedrijf van Agtmaal B.V.
- Nexus Rail B.V.